# 毁灭战士3
《毁灭战士3》是一款雜驚悚與科幻於一身的第一人称射击遊戲，遊戲由id Software开发，PC版於2004年8月3日由Activision发行。遊戲故事除了英文名稱外，並未有完全跟隨《Doom》的發展，並采用了全新的id Tech 4引擎。
遊戲目前已发布了Windows、Linux、Mac和Xbox版，虽然Xbox版画面精细程度略于PC版，但其卖点在于支持两位玩家协同作战。故事主要发生在2145年的火星联合宇宙航空公司（UAC）研究中心。

## 遊戲進行

### 單人遊戲
《毀滅戰士3》是一個故事導向的第一人稱動作射擊遊戲。如同以前的《毀滅戰士》遊戲，遊戲中的主要目標是成功通過各個關卡，打敗各種敵人。《毀滅戰士3》故事導向的設計令玩家時常遇到友善的非玩家角色，這些角色通常會提供重要的劇情資訊、交待玩家的任務或遊戲物品。玩家在遊戲中可以同時攜帶並使用十種武器，包含較為傳統的衝鋒鎗、散彈槍和手榴彈，以及實驗性的電漿武器，另外還有《毀滅戰士》系列中不可或缺的重要武器BFG 9000和電鋸。敵人各有不同的能力和戰術，但基本上可分為喪屍和惡魔兩大類。喪屍是被惡魔附身的人類，使用他們的槍械或肉搏來攻擊主角。惡魔是來自地獄的生物，大多用爪子，有些則會投擲電漿火球攻擊主角。當惡魔被殺死以後，他們的屍體會化成灰。
遊戲的關卡設計相當線性，並結合了一些恐怖元素，最主要的就是黑暗的環境。這項設計不只是要營造恐怖的氣氛，也讓玩家更難看到即將發動攻擊的敵人。玩家有一個手電筒可供照明，但若玩家要使用手電筒，就不能使用武器，強迫玩家在進入一個新區域時，在要能看見敵人還是要能應付攻擊之間做出選擇。此外，在關卡的各處時常散落遺體和屍塊，有時會和遊戲的光影效果一起使玩家心神不寧。
玩家不時會透過通訊裝置聽到無線電訊息，加深了氣氛。在遊戲的一開始使整個火星基地陷入混亂的事件之後，玩家時常可以從無線電聽見戰鬥、尖叫和其他陸戰隊員死去的聲音。基地本身也有各種聲響，例如漏氣的管線嘶嘶聲、腳步聲、機械的刺耳噪音等。有時玩家可以聽見彷彿是沈重的呼吸聲的聲音、無法解釋的人聲以及敵人嘲弄主角的聲音。
遊戲開始沒多久，玩家就會拿到一個PDA。PDA可以解開特定區域的門，也可以用來閱讀玩家在遊戲中收到的電子郵件和播放遊戲中蒐集到的影片。關卡中時常散落著PDA，當玩家撿起那些PDA，那些PDA的內容會自動下載到玩家的PDA之中，通常包含了PDA擁有者的個人資訊和他收到的電子郵件，有時也有他的語音紀錄。玩家可以透過檢視這些資料獲得儲藏室或特定房間的密碼，以及了解到更多劇情細節。

### 多人遊戲
《毀滅戰士3》推出時可支援四人的多人遊戲，並有四種遊戲模式。不過，遊戲的社群自己創造了可以允許八到十六名玩家一起進行多人遊戲的遊戲模組。之後，《邪惡復甦》資料片把官方的人數上限提升到八人。多人遊戲的四種模式都是死亡競賽類型的。標準的死亡競賽遊戲中，所有玩家要在關卡裡蒐集武器並殺掉其他玩家，殺掉最多玩家的人就贏了。團隊版的死亡競賽也差不多如此。第三個遊戲類型是「last man standing」，每個玩家只有有限的重生次數，遊戲最後因此只會剩下一名勝利的玩家。最後一種遊戲模式是「錦標賽」，兩名玩家先彼此互鬥，另外兩名玩家此時則是旁觀者。第一場戰鬥的勝利者會留在場上，剩下兩名玩家再依序和他單挑。戰鬥中輸掉的玩家會變成旁觀者，而勝利的玩家則繼續留在場上對付下一名玩家。Xbox版的《毀滅戰士3》亦包含了兩名玩家的合作戰役模式。
在2010年4月15日，Xbox Live的服務終止，因此Xbox上的《毀滅戰士3》不再能透過這項服務進行多人遊戲，只能透過穿隧區域網路軟體，如XLink Kai來進行多人遊戲。

## BFG版
在2012年10月15日，《毀滅戰士3》以《毀滅戰士3：BFG版》的名稱在澳洲重新發行，16日時在北美發行，19日在歐洲發行，發行平台包含PC（在Steam上販售
）、PS3和Xbox 360。BFG版的特色為增強的畫面表現、更好更恐怖的音效、檢查點（checkpoint）的儲存機制、並且支援3D顯示與頭戴式顯示器。這個版本也包含了資料片《邪惡復甦》、一個新的單人遊戲資料片《The Lost Mission》、最初的《毀滅戰士》（The Ultimate Doom版，且包含額外的章節“Thy Flesh Consumed”）以及《毀滅戰士II》（包含曾在Xbox 360上發行過的章節“No Rest For The Living”）。另外，在BFG版中手電筒是裝置在主角的裝甲上的，因此玩家可以在持槍的同時保有照明的管道。